# Извоз (Волосовский район)
Изво́з — деревня в Сабском сельском поселении Волосовского района Ленинградской области.

## История
Впервые упоминается в Писцовой книге Водской пятины 1500 года как деревня Взвоз на реце на Вруде в Ястребинском Никольском погосте Копорского уезда.
На карте Ингерманландии А. И. Бергенгейма, составленной по шведским материалам 1676 года, она обозначена как деревня Iswas.
На шведской «Генеральной карте провинции Ингерманландии» 1704 года — как Iswäs.
Как деревня Исвор она обозначена на «Географическом чертеже Ижорской земли» Адриана Шонбека 1705 года.
На карте Санкт-Петербургской губернии Я. Ф. Шмидта 1770 года — как деревня Извоз.
На карте Санкт-Петербургской губернии Ф. Ф. Шуберта 1834 года упоминается как деревня Извоз.

ИЗВОЗ — деревня принадлежит братьям Сахаровым, число жителей по ревизии: 50 м. п., 50 ж. п. (1838 год)

Деревня Извоз обозначена на карте профессора С. С. Куторги 1852 года.

ИЗВОЗ — деревня ротмистра Сахарова, 10 вёрст по почтовой, а остальное по просёлочной дороге, число дворов — 20, число душ — 67 м. п. (1856 год)

ИЗВОЗ — деревня владельческая при реке Вруде, по 2-й Самерской дороге, число дворов — 22, число жителей: 71 м. п., 88 ж. п. (1862 год)

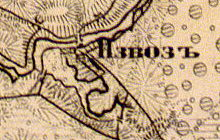
Деревня Извоз на карте 1863 года

В конце XIX — начале XX века деревня административно относилась к Редкинской волости 1-го стана Ямбургского уезда Санкт-Петербургской губернии.
С 1917 по 1927 год деревня Извоз входила в состав Извозского сельсовета Редкинской волости Кингисеппского уезда.
Согласно данным переписи населения СССР 1926 года в деревне Извоз проживали 180 человек, все русские.
С февраля 1927 года в составе Молосковицкой волости. С августа 1927 года в составе Молосковицкого района.
В 1928 году население деревни Извоз составляло 179 человек.
С 1931 года, в составе Волосовского района.
По данным 1933 года деревня Извоз являлась административным центром Извозского сельсовета Волосовского района, в который входили 8 населённых пунктов: деревни Волна, Ганьково, Извоз, Оровка, Устье; посёлки Александровский Хутор, Манино, Новинка, общей численностью населения 1043 человека.
По данным 1936 года в состав Извозского сельсовета входили 7 населённых пунктов, 272 хозяйства и 4 колхоза.

Деревня Извоз на карте 1940 года

Согласно топографической карте РККА 1940 года деревня насчитывала 33 двора. В деревне находилась водяная мельница.
C 1 августа 1941 года по 31 декабря 1943 года деревня находилась в оккупации.
С 1954 года в составе Волновского сельсовета.
С 1963 года в составе Кингисеппского района.
С 1965 года вновь в составе Волосовского района. В 1965 году население деревни Извоз составляло 51 человек.
По данным 1966 года деревня Извоз также находилась в составе Волновского сельсовета.
По данным 1973 и 1990 годов деревня Извоз находилась в составе Сабского сельсовета Волосовского района.
В 1997 году в деревне Извоз проживали 7 человек, деревня относилась к Сабской волости, в 2002 году — 11 человек (русские — 91 %), в 2007 году — 3, в 2010 году — 4 человека.

## География
Деревня расположена в юго-западной части района на автодороге 41А-186 (Толмачёво — автодорога «Нарва») в месте примыкания к ней автодороги 41К-048 (Извоз — Лемовжа).
Расстояние до административного центра поселения — 15 км.
Расстояние до ближайшей железнодорожной станции Молосковицы — 25 км.
Деревня находится на левом берегу реки Вруда.

## Демография
| 1838 | 1862 | 1997 | 2002 | 2007 | 2010 | 2014 |
| ---- | ---- | ---- | ---- | ---- | ---- | ---- |
| 100  | ↗159 | ↘7   | ↗11  | ↘3   | ↗4   | ↗8   |
| 2017 |      |      |      |      |      |      |
| ↗9   |      |      |      |      |      |      |

### Национальный состав
Согласно данным Всероссийской переписи населения 2021 года в деревне проживали 24 человека, из них:
 русские — 18, белорусы — 1, молдаване — 1, остальные национальность не указали.